# 213e division d'infanterie (Allemagne)
Pour les articles homonymes, voir 213e division d'infanterie.
La  213e division d'infanterie (en allemand : 213. Infanterie-Division ou 213. ID) est une des divisions d'infanterie de l'armée allemande (Wehrmacht) durant la Seconde Guerre mondiale.

## Création et différentes dénominations
La 213. Infanterie-division est formée le 26 août 1939 à Głogów dans le Wehrkreis VIII avec du personnel de la Landwehr en tant qu'élément de la 3. Welle (3e vague de mobilisation).
Elle est mise en réserve pendant la campagne de Pologne et ne participe pas à la bataille de France.
Elle est utilisée pour former les 213. Sicherungs-Division, 286. Sicherungs-Division et 403. Sicherungs-Division le 15 mars 1941.

## Organisation

### Commandants
| Date                              | Grade           | Commandant                   |
| --------------------------------- | --------------- | ---------------------------- |
| 1er septembre 1939 - 15 mars 1941 | Generalleutnant | René de l'Homme de Courbière |

### Officiers d'opérations (Generalstabsoffiziere (Ia))
| Date                              | Grade      | Commandant       |
| --------------------------------- | ---------- | ---------------- |
| 1er septembre 1939 - Octobre 1939 | Major i.G. | Reinhard Gehlen  |
| Octobre 1939 - ? 1940             | Major i.G. | Hans Haas        |
| 10 août 1940 - ? 1941             | Major i.G. | Kurt von Steuben |

## Théâtres d'opérations
- Pologne et Silésie : septembre 1939 - mars 1941
  - 1er septembre  au 6 octobre 1939 : Campagne de Pologne

## Ordres de bataille
- Infanterie-Regiment 318
- Infanterie-Regiment 354
- Infanterie-Regiment 406
- Artillerie-Regiment 213
  - I. Abteilung
  - II. Abteilung
  - III. Abteilung
  - IV. Abteilung
- Pionier-Bataillon 213
- Feldersatz-Bataillon 213
- Panzerabwehr-Abteilung 213
- Aufklärungs-Abteilung 213
- Infanterie-Divisions-Nachrichten-Abteilung 213
- Infanterie-Divisions-Nachschubführer 213